# گلنکو (آرکانزاس)
گلنکو (به انگلیسی: Glencoe) یک منطقهٔ مسکونی در ایالات متحده آمریکا است که در شهرستان فولتن، آرکانزاس واقع شده‌است. گلنکو ۲۳۸٫۹۷ متر بالاتر از سطح دریا واقع شده‌است.